# Панде Илиевски
Панде Ламбев Илиевски е югославски партизанин и деец на комунистическата съпротива във Вардарска Македония.

## Биография
Роден е в село Брусник на 20 юни 1923 година. Влиза в НОВМ. Влиза в Трета македонска ударна бригада на 13 септември 1943 година. Ранен и пленен в рудника Злетово. Убит е на 6 май 1944 година при Църни връх.